# Sekwencja połączeń
Sekwencja połączeń – wyznacza porządek, w jakim żyły kabla UTP są podłączone do odpowiednich pinów (zacisków) modularnych wtyczki lub złącza. Wyróżniamy następujące rodzaje sekwencji:
- USOC – występująca powszechnie w telefonii;
- T568B – najpowszechniej stosowana w sieciach okablowania strukturalnego;
- T568A – w porównaniu z sekwencją T568B zamienione są miejscami para 2 i 3;
- EIA 356A – trzyparowa wersja sekwencji 568B, w której para 4 została pominięta (piny 7 i 8 nie są podłączone);